# Walter Möllenberg
Walter Möllenberg (* 1. Juni 1879 in Warsleben; † 29. Dezember 1951 in Heiligenstadt) war ein deutscher Archivar und Historiker.

## Leben
Als Sohn eines Hauptschullehrers besuchte er das Gymnasium in Stendal. Ab 1899 studierte er Geschichte, Germanistik, Philosophie, Nationalökonomie und Latein. An der Universität Halle wurde Möllenberg 1902 zum Dr. phil. promoviert. Anschließend war er als Volontärassistent an den Staatsarchiven Magdeburg und Marburg tätig. 
1905 ging er für ein Jahr als Archivar der späteren Mansfeld AG nach Eisleben. Anschließend war er als Hilfsarbeiter und Assistent an Staatsarchiven in Münster und Königsberg tätig, bevor 1912 seine Ernennung zum Staatsarchivar am Magdeburger Staatsarchiv erfolgte. 
Da er in Magdeburg keine Beförderungsaussichten sah, bewarb er sich nach der Pensionierung des fürstlichen Archivars Eduard Jacobs um dessen Stelle in Wernigerode, die jedoch abschlägig beschieden wurde. 1923 erfolgte dann die erstrebte Beförderung zum Leiter des preußischen Staatsarchivs Magdeburg. In dieser Leitungsfunktion trat er zum 1. Mai 1933 in die NSDAP ein (Mitgliedsnummer 1.984.886), was Ende Dezember 1945 zu seiner Dienstentlassung aus politischen Gründen führte. Seine tatsächliche Amtsniederlegung fand allerdings erst Ende Januar 1946 statt, damals war er bereits über 66 Jahre alt. Seine Nachfolgerin wurde als kommissarische Leiterin des Archivs Lotte Knabe.
Seit 1937 lehrte Möllenberg Historische Hilfswissenschaften an der Universität Halle. Im darauffolgenden Jahr wurde er 1938 dort zum Honorarprofessor ernannt.
Walter Möllenberg leitete über viele Jahre die Historische Kommission für die Provinz Sachsen.

## Werke
- Die Eroberung des Weltmarktes durch das Mansfeldische Kupfer: Studien zur Geschichte des Thüringer-Saigerhüttenhandels im 16. Jahrhundert. Perthes, Gotha 1911.
- Das Mansfelder Bergrecht und seine Geschichte. Harzverein für Geschichte und Altertumskunde, Wernigerode 1914.
- Urkundenbuch zur Geschichte des Mansfeldischen Saigerhandels im 16. Jahrhundert (= Geschichtsquellen der Provinz Sachsen und angrenzender Gebiete,. Bd. 47). Halle a.d.S. 1915.
- Eike von Repgow und seine Zeit. August Hopfer Verlag, Burg bei Magdeburg 1934.
- Magdeburg um 800, Herausgeber Stadt Magdeburg 1936.

## Auszeichnungen
- Kriegsverdienstkreuz